# Rafael Shaffer
Rafael Shaffer (n. 9 aprilie 1957, Arad, România) este un rabin român care îndeplinește funcția de rabin al comunității evreiești din București din anul 2011 și din 2017 funcția de Prim-Rabin al Comunităților Evreiești din România.

## Biografie
René (Rafael) Shaffer, s-a născut la  Arad în 1957 într-o familie de medici, având și o soră, Eva.
Mama sa Erica, originară din Cernăuți, s-a refugiat la o mătușă în cartierul Fabric din Timișoara în 1944 odată cu intrarea trupelor sovietice în Bucovina. Tatăl său, Rubin Shaffer, s-a născut într-o localitate lângă Suceava și a urmat facultatea de medicină din Timișoara unde a cunoscut-o pe Erica. Ambii au absolvit medicina și au profesat ca pediatri la Arad timp de 20 de ani.
Ca și copil, René (Rafael) a fost inițiat în tainele limbii ebraice de bunicului său, ajungând să citească fluent chiar înainte de a merge la școală, urmând și niște cursuri pentru copii, la sfârșitul anilor ’60, în comunitatea ebraică din Arad. În 1972, când terminase ciclul gimnazial la liceul „Ioan Slavici” (actualul „Moise Nicoară”), familiei i s-a permis să emigreze în Israel, după 22 de ani de așteptare.
În Israel, și-a schimbat prenumele în Rafael și s-a înscris la liceu direct în clasa a X-a. După absolvirea liceului a lucrat 8 ani ca programator în armată si la o mare firmă de informatică, urmând și studii serale de matematică, informatică și filozofie la Universitatea Bar-Ilan. La 28 de ani, în 1985, a decis să își dedice întreaga zi studiilor religiei și Bibliei ebraice (Tora) la Ieșiva (seminar religios), luându-și inițial un concediu fără plată de trei luni, dar a continuat apoi studiile timp de 25 de ani. Este căsătorit cu Eti Shaffer.

## Rabin în comunitățile evreiești din România
În 2011 s-a prezentat la concurs pentru funcția de rabin în București, fiind ales în cele din urmă deși aparține unui curent profund tradiționalist.
Din 2017 a fost numit Prim-Rabin al Federației Comunităților Evreiești din Romania.

## Legături externe
- Rabin Rafael Shaffer, autor la Cancelaria Rabinică - Federația Comunităților Evreiești din România
- Prim Rabinul României, Rafael Shaffer: “În acele vremuri tulburi, pornirile rele și în special ura față de cel diferit au fost voit ațâțate și chiar îmbrăcate în eroicele haine ale unui fals patriotism”, un interviu de Gabriel Andronache, Curierul de Iași, 29/06/2018.
- Ascultă Vocile de Azi – Prim Rabinul României, Rafael Shaffer, Radio România Cultural, 13 iulie 2017